# Sydkoreas Billie Jean King Cup-lag
Sydkoreas Billie Jean King Cup-lag representerar Sydkorea i tennisturneringen Billie Jean King Cup, och kontrolleras av Sydkoreas tennisförbund.

## Historik
Sydkorea deltog första gången 1973. Bästa resultatet är åttondelsfinaler.